# 工貿駅
工貿駅（こうぼう-えき）は、中華人民共和国重慶市南岸区に位置する重慶軌道交通3号線の駅である。駅番号は3/16。

## 駅構造
- 島式ホーム1面2線を有する地下駅。

## 駅周辺
- 工貿ビル

## 歴史
- 2012年12月28日 - 開業。

## 隣の駅
重慶軌道交通
■3号線
南坪駅(3/16)  - 工貿駅(3/16)  - 銅元局駅(3/17)